# Sisowath Monipong

Sisowath Monipong

Prins Sisowath Monipong (Khmer: ព្រះអង្គម្ចាស់ ស៊ីសុវត្ថិ មុនី ពង្) (Phnom Penh 20 augustus 1912 - Parijs 31 augustus 1956) was een Cambodjaans politicus, derde zoon van koning Sisowath Monivong (r. 1927-1941). Hij was van 30 mei 1950 tot 3 maart 1951 premier van Cambodja. Zijn oudere broer, prins Sisowath Monireth (1909-1975), was eerder premier van Cambodja (1945-1946).

## Biografie
Prins Sisowath Monipong werd op 20 augustus 1912 geboren als derde zoon van de latere koning Sisowath Monivong (1875-1941) en prinses Norodom Kanviman Norleak Tevi (1876-1912). Hij ontving zijn middelbare schoolopleiding grotendeels in Frankrijk, waarna hij aldaar de École spéciale militaire de Saint-Cyr bezocht. In 1939 verliet hij de academie met de rang van onderluitenant der Luchtmacht en nam in 1939-1940 deel aan de Slag om Frankrijk. Daarna ging hij naar Cambodja, werd er plaatsvervangend algemeen secretaris ten paleize (1940-1941) en hem werd na de dood van zijn vader, koning Sisowath, in 1941 door zijn neef, Norodom Sihanouk, de nieuwe koning, de titel Preah Ang Krom Luong verleend. Van 1941 tot 1945 was hij permanent gedelegeerde (een soort minister) voor Volksgezondheid, Sport en Nationale Economie, om vervolgens van 1945 tot 1946 het ambt van minister van Buitenlandse Zaken en Onderwijs te bekleedden. In 1947 aanvaardde hij het voorzitterschap van de Partij van de Khmerrenovatie (PRK), een kleine, monarchistische en conservatieve partij.

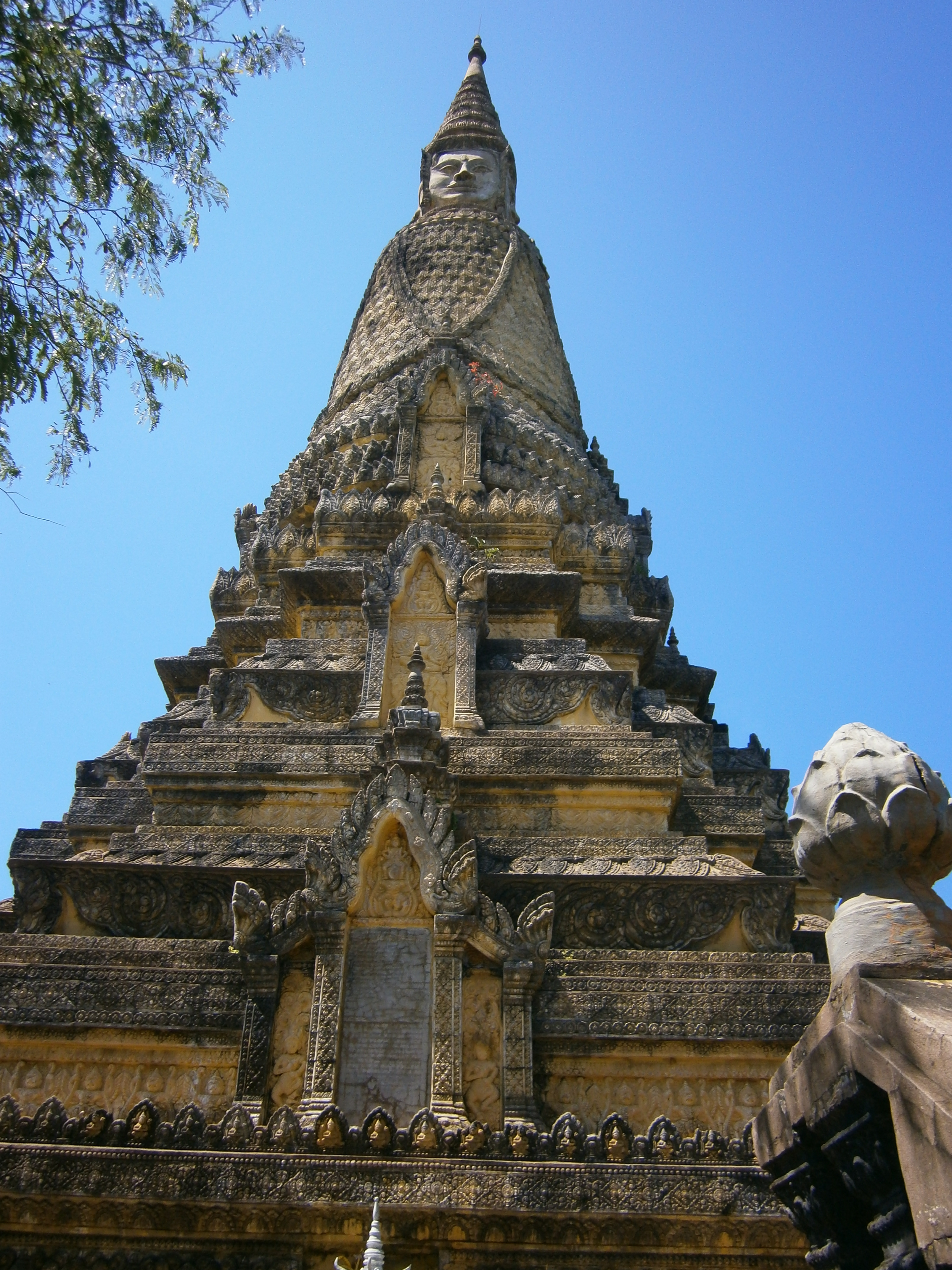
De as van prins Sisowath Monipong is bijgezet in de stupa van koning Sisowath Monivong in Oudong

In de jaren voorafgaande aan de onafhankelijkheid van Cambodja ten opzichte van Frankrijk was Sisowath Monipong secretaris-generaal van het Paleis (1949), vertegenwoordiger van Cambodja in Parijs bij de totstandkoming van de Franse Unie, vervolgens minister van Binnenlandse Zaken en Informatie (1950), Volksgezondheid, Arbeid en Sociale Actie (1951) en van 30 mei 1950 tot 3 maart 1951 minister-president.
In 1955, na de abdicatie van koning Norodom Sihanouk ten gunste van zijn vader, Norodom Suramarit, werd de oudere zuster van Sisowath Monipog, prinses Sisowath Kossamak, die getrouwd was met Suramarit, koningin van Cambodja. De nieuwe koning benoemde Sisowath Monipong tot ambassadeur in Frankrijk (1955) waar hij op 31 augustus 1956 in Parijs overleed aan een hartaanval.
Zijn as is bijgezet in de stupa van Oudong, waar ook het as van zijn vader is bijgezet.

## Bron
- (en)  Royal Ark: Cambodia